# Zvonilka
Zvonilka, anglicky Tinker Bell, je počítačově animovaný film z roku 2008, vytvořený za pomoci 3D digitálního modelování. Hlavní postavou snímku je stejnojmenná létající víla (pixie – zelená létající elfka) Zvonilka.

## Děj
S prvním dětským smíchem jednoho londýnského novorozeněte se také narodila maličká okřídlená víla jménem Zvonilka a od svého narození vůbec nebyla spokojená se svým talentem a údělem víly všeumělky.
Zatímco ostatní víly a elfové neustále létali z Hvězdné roklinky v Zemi Nezemi do Světa lidí proto, aby udržovali pozemskou přírodu v chodu, víly všeumělky a elfové všeumělci se do Světa lidí běžně podívat nemohli, neboť měli mnoho práce v Zemi Nezemi v Hvězdné roklince. Zvonilka si ale vysnila, že by se chtěla podívat do Světa lidí, mimo jiné byla také velmi zvědavá na to odkud se berou ztracené lidské věci, které moře vyplavuje u břehů Nezemě. Proto se nejprve snažila změnit svůj přirozený vílí talent, což bylo nemožné. Vůbec se jí to nepodařilo, všechny tři pokusy způsobily velkou katastrofu, vodu a ani světlo neudržela, ptáci se jí báli. Rozzlobená sama na sebe seděla v podrostu u moře a házela rozčileně malé kamínky do lesa, když v tom uslyšela malé ciknutí poté, co její kamínek narazil na nějaký kov, což probudilo její zvědavost. V hustém podrostu pak nalezla rozbitou dětskou hračku, hrací strojek – malou otočnou tanečnici na péro. Polámanou hračku dokázala velmi rychle opravit, což z úkrytu v listí velice obdivovaly i všechny 4 její vílí kamarádky – Rozeta, Mlženka, Iris a Fauna. Nicméně Zvonilka si nechtěla od nechat od nich domluvit, že je výborná všeumělka a že by si tohoto svého daru měla velmi vážit, stále zkoušela změnit svůj talent. Víla větrnice Vidia ji nakonec navedla k tomu, aby se pokusila zkrotit splašené bodláky. To se jí nepovedlo také kvůli tomu, že Vidia její snahu sabotovala. Hejno splašených bodláků se přehnalo Hvězdnou roklinkou a poškodilo mnoho věcí, které byly připraveny ke změně ročního období, ze zimy na jaro. Kvůli tomu nakonec hrozilo to, že bude opožděn nebo dokonce zcela znemožněn pravidelný příchod pozemského jara. Zvonilka však díky svému velkému všeumělskému talentu všechno rychle napravila, sestrojila a zkonstruovala celou řadu pracovních pomůcek i speciálních strojků, které dokázaly všechny práce maximálně urychlit (vlastně zavedla pásovou výrobu). Navíc s přípravou jara netradičně pomáhaly všeumělkám i všechny ostatní víly všech oborů a talentů (s výjimkou větrnice, víly Vidie, která dostala od královny Klarion příkaz zahnat neprodleně zpět všechny splašené bodláky). Během akce při hledání poztrácených lidských věcí oba všeumělové Bubla s Cinkem našli v křoví Zvonilkou opravenou dětskou hračku – hrací strojek s tanečnicí. Zvonilkou organizovaná a připravená akce na záchranu jara byla úspěšná, Zvonilka tak jasné prokázala všem ostatním vílám své nevšední všeumělské schopnosti i veliký talent. Nakonec dostala od vílí královny Klarion (tzv. "víličenstva") povolení k návštěvě lidského světa. Stalo se tak poté, co Bubla s Cinkem přinesli onu opravenou rozbitou dětskou hračku – mechanický hrací strojek s tanečnicí. Od královny Klarion, na návrh víly Míly, obdržela svolení vrátit tuto opravenou hračku její původní majitelce ve Světě lidí. Směla i s hračkou odletět na Zemi k malé holčičce Wendy z Londýna, což ji samotnou nakonec velice potěšilo a uspokojilo.

## V českém znění
| Figura           | Původní doublet   | Český původní doublet |
| ---------------- | ----------------- | --------------------- |
| Zvonilka         | Mae Whitman       | Marika Šoposká        |
| Rozeta           | Kristin Chenoweth | Kamila Špráchalová    |
| Iris             | Raven-Symoné      | Kamila Šmejkalová     |
| Mlženka          | Lucy Liu          | Klára Oltová          |
| Fauna            | America Ferrera   | Terezie Taberyová     |
| víla Míla        | Jane Horrocks     | Jitka Smutná          |
| Terínek          | Jesse McCartney   | Matouš Ruml           |
| Cink             | Jeff Bennett      | Jan Holík             |
| Bubla            | Rob Paulsen       | Jiří Panzner          |
| Vidia            | Pamela Adlon      | Zuzana Kajnarová      |
| královna Klarion | Anjelica Huston   | Eliška Balzerová      |

## Volné pokračování
Na tento snímek pak posléze volně navázaly další snímky Zvonilka a ztracený poklad z roku 2009, Zvonilka a velká záchranná výprava z roku 2010, Zvonilka a Velké hry z roku 2011 s Zvonilka: Tajemství křídel z roku 2012. Z roku 2011 pak pochází minisérie Vílí dobrodružství, ve kterém se Zvonilka setkává s Petrem Panem. V roce 2014 přibyl film Zvonilka a Piráti a v tom samé roce také Zvonilka a tvor Netvor.